# Land Rover
Land Rover è una casa automobilistica britannica specializzata nella produzione di fuoristrada e Sport Utility Vehicle di lusso, facente parte del gruppo Jaguar Land Rover di proprietà del costruttore indiano Tata Motors.

## Storia

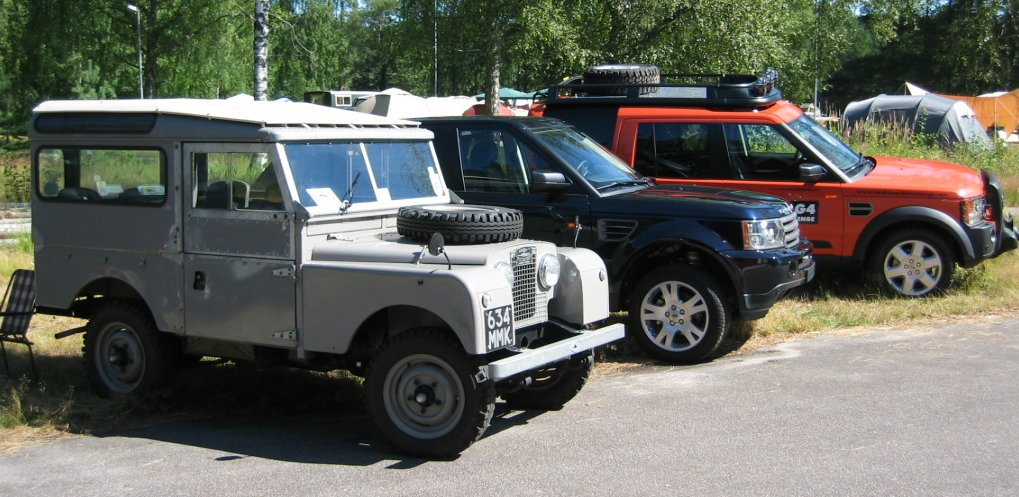
Land Rover di varie epoche a confronto

Il nome Land Rover deriva dal primo modello di questo tipo costruito dalla casa inglese Rover precedentemente British Leyland, che fu il pioniere dei modelli civili e militari successivi. Caratteristica base fin dal primo modello lanciato ad Amsterdam il 30 aprile 1948 è la trazione integrale che permette a questi veicoli di affrontare terreni anche molto accidentati.
Dal 1978, anno della nazionalizzazione della British Leyland (che aveva acquistato il marchio Rover nel 1967), il nome del celebre veicolo diventò anche quello di una casa automobilistica separata, la Land Rover. Le numerose vicissitudini, dapprima del marchio e in seguito dell'azienda autonoma, seguirono quelle del gruppo di cui faceva parte, che in seguito passò alla BMW dove avvenne la fusione con Rover, per poi far parte, da marzo 2000 fino a giugno 2007, del gruppo statunitense Ford. A giugno 2007 il gruppo Ford mise in vendita la Land Rover, insieme alla Jaguar e il 26 marzo 2008 le agenzie di stampa diffusero la notizia della sua vendita alla compagnia indiana Tata Motors.
La Land Rover ha anche equipaggiato tutte le edizioni del Camel Trophy tranne la prima, alla quale presero parte tre Jeep CJ 6. Dopo la fine di questa manifestazione, la casa ne ha organizzato una simile: il G4 Challenge.

## La nascita dei vari modelli

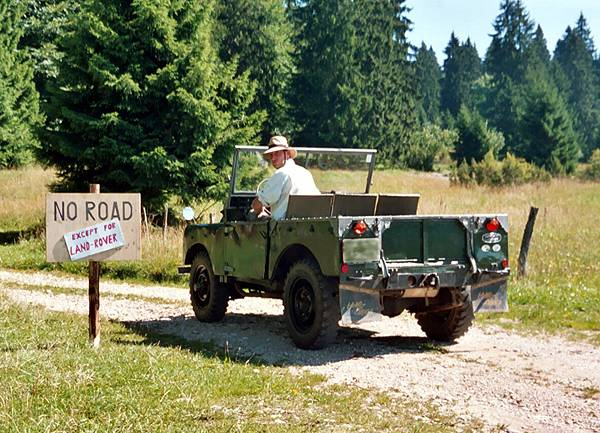
Una delle prime Land Rover

Il primo veicolo con il nome Land Rover, fu disegnato da Maurice Wilks nel 1948 in Inghilterra, ispirandosi ai veicoli "Jeep" (GP, General Purpose), utilizzati dagli americani durante la seconda guerra mondiale. Per questo, il primo modello realizzato si basava proprio sulla struttura di una Willys MB Jeep.
Fin dai primi anni, grazie alla loro robustezza e semplicità, le forze militari inglesi adottarono le Land Rover, affiancandole alle Austin Champ.
Negli anni settanta il marchio lanciò il primo fuoristrada di lusso della storia: la Range Rover. Contemporaneamente iniziò ad affrontare la concorrenza del Giappone, e precisamente della Toyota Land Cruiser e del Nissan Patrol (già presente prima come veicolo militare nel 1951 e poi civile nel 1962), e infine al Mitsubishi Pajero. Il Range Rover si rivelò un grande successo, e fu proposto anche in versioni sportive per andare incontro alle esigenze della clientela più facoltosa.

## I veicoli militari
La Land Rover ha prodotto, e tutt'oggi produce, numerosi veicoli militari utilizzati negli eserciti di tutto il mondo. Uno dei modelli più famosi e più apprezzati è il Wolf noto per la sua agilità, oltre al Land Rover 101 Forward Control, utilizzato per il traino di materiali pesanti.

## Modelli in produzione

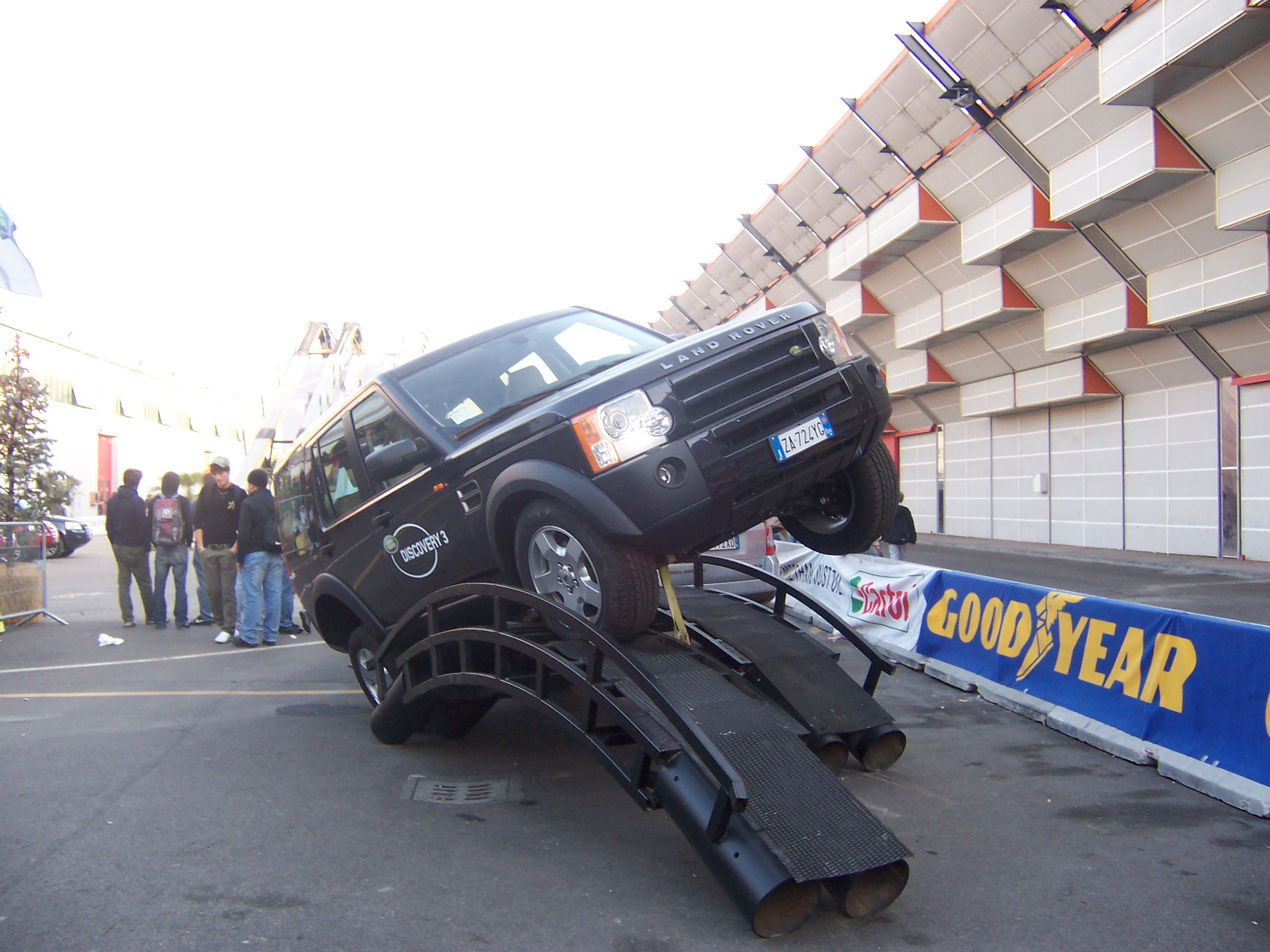
Land Rover Discovery 3

- Discovery Sport: sostituto della Freelander, è un SUV compatto lungo 4,59 metri. Lanciata nel 2015 rappresenta la versione più piccola dello storico Discovery e ha preso il posto della Freelander.
- Discovery: fuoristrada di grandi dimensioni giunto alla quinta generazione. Disponibile anche a sette posti nella sua ultima generazione è cambiato molto nello stile, rimanendo comunque orientato all'offroad, nonostante le misure importanti: 4,97 metri di lunghezza.
- Range Rover: il primo fuoristrada di lusso e di grandi dimensioni prodotto in quattro diverse generazioni. In produzione dagli anni settanta, è considerato il primo off-road di lusso. I prezzi di listino sono molto alti e con il restyling di fine 2017 è arrivata anche l'inedita versione plug-in hybrid.
- Range Rover Sport: versione con impostazione più sportiva della Range Rover, con meccanica derivata dalla Discovery 3 (stesso telaio, trasmissione, motori e gran parte della componentistica). È la risposta Land Rover ai grossi SUV premium proposti recentemente sul mercato. Come per la versione normale, anche per lei col restyling di fine 2017 è stata introdotta la versione ibrida plug-in.
- Range Rover Evoque: modello ispirato alla concept LRX, la sua produzione è iniziata nel 2011. È una "cross coupé", disponibile solo a cinque porte nella seconda serie nel 2019, ed è la più piccola, leggera ed efficiente vettura mai prodotta dalla casa automobilistica.
- Range Rover Velar: lanciata nel 2017 è poco più corta rispetto alla Range Rover Sport (4,80 metri contro 4,87). Nonostante l'immagine più modaiola mantiene le classiche caratteristiche da offroad degli altri modelli.Range Rover Velar R-Dynamic, in colorazione Silicon Silver e con cerchi "Style" da 22"

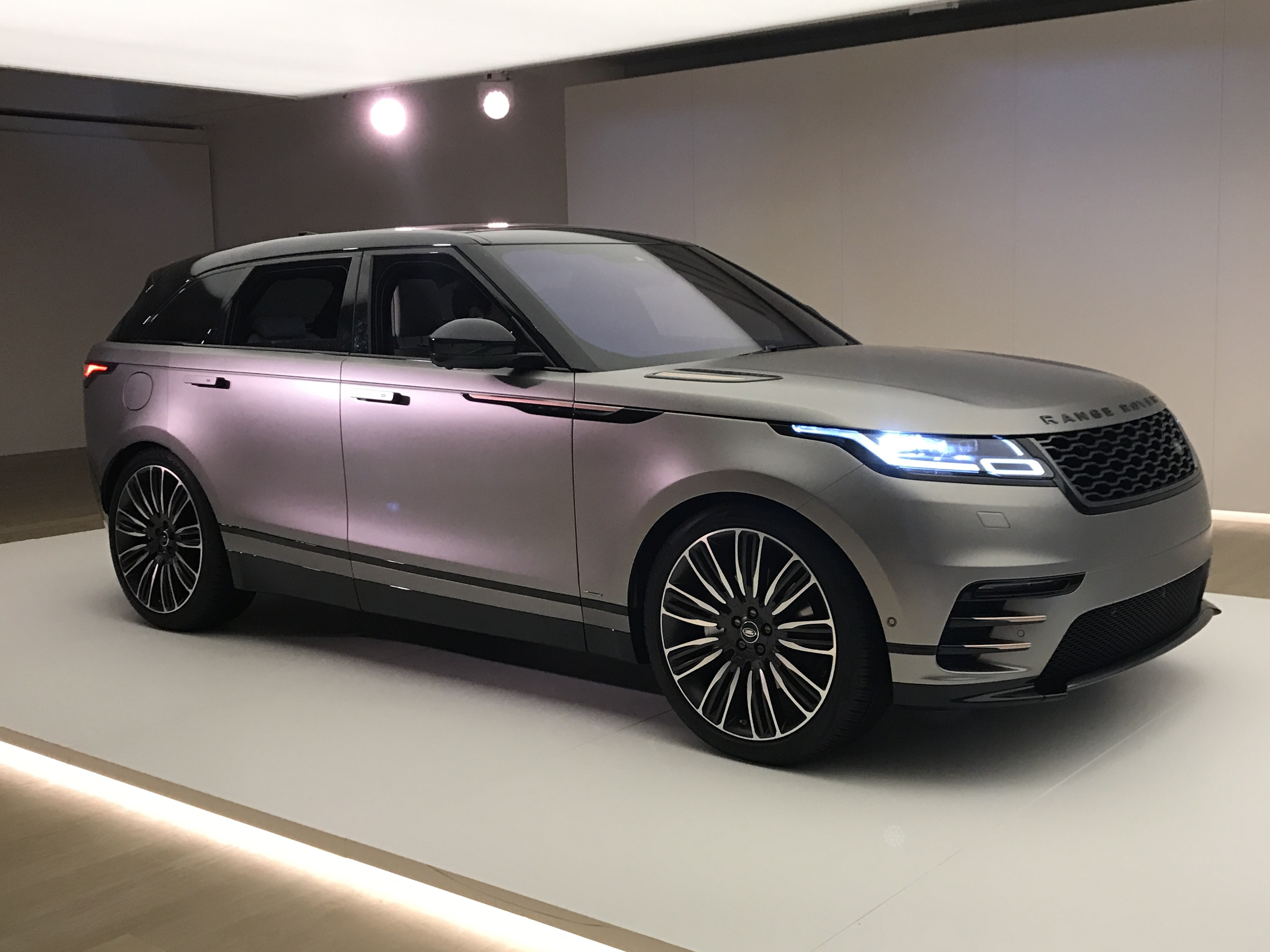
Range Rover Velar R-Dynamic, in colorazione Silicon Silver e con cerchi "Style" da 22"

- Defender: modello molto celebre e adatto per un uso estremo, con design funzionale, finiture spartane e dotazioni di serie impoverite per contenere i costi di produzione. È un fuoristrada duro e puro, prodotto in varie versioni (wagon cinque porte, wagon tre porte, con capote apribile e pick-up). La sua produzione è durata dal 1948 al gennaio del 2015[2]. Il nuovo modello, più lussuoso dentro e fuori, è entrato in produzione nel 2019[3].

## Modelli usciti di produzione
- Freelander: SUV 4x4 di medie dimensioni denominato anche LR2 nel mercato statunitense. È stato il modello più apprezzato dalla sua introduzione a fine anni novanta. Nel 2015 è stata sostituita dalla Discovery Sport.